# Monsieur Ibrahim et les Fleurs du Coran (film)
Pour le roman du même nom, voir Monsieur Ibrahim et les Fleurs du Coran.
Pour plus de détails, voir Fiche technique et Distribution.
Monsieur Ibrahim et les Fleurs du Coran est un film français réalisé par François Dupeyron, sorti en 2003.

## Synopsis
À Paris, dans les années 1960, Momo, un garçon de 11 ans (qui prétend en avoir 16), se retrouve livré à lui-même. Il a un seul ami, Monsieur Ibrahim, l’épicier turc et philosophe de la rue Bleue. Celui-ci va lui faire découvrir les grands principes du Coran et revêtir le rôle de père.

## Fiche technique
- Titre original : Monsieur Ibrahim et les Fleurs du Coran
- Réalisation : François Dupeyron
- Scénario : François Dupeyron et Éric-Emmanuel Schmitt, adapté du roman du même titre d'Éric-Emmanuel Schmitt
- Costumes : Catherine Bouchard
- Photographie : Rémy Chevrin
- Montage : Dominique Faysse
- Production : Michèle Pétin et Laurent Pétin pour ARP Sélection ; France 3 Cinéma
- Pays d'origine :  France
- Langue : français, turc
- Format : couleurs - 1,66:1 - Dolby EX 6.1 - Format 35 mm
- Genre : comédie dramatique
- Durée : 91 minutes et 25 secondes
- Dates de sortie : 29 août 2003 (Italie), 6 septembre 2003 (Canada : festival international du film de Toronto), 17 septembre 2003 (France, Suisse francophone)

## Distribution
- Omar Sharif : Monsieur Ibrahim
- Pierre Boulanger : Momo
- Jérémy Sitbon : Momo à 8 ans
- Éric Caravaca : Momo à 30 ans
- Gilbert Melki : le père de Momo
- Isabelle Renauld : la mère de Momo
- Lola Naymark : Myriam
- Anne Suarez : Sylvie
- Mata Gabin : Fatou
- Céline Samie : Eva
- Guillaume Gallienne : le vendeur de voitures
- Isabelle Adjani : la star

## Distinctions
- César du cinéma 2004 : Omar Sharif, meilleur acteur.

## Autour du film
La rue des Degrés, dans le 2e arrondissement de Paris, la rue la plus courte de Paris puisque constituée seulement d'un escalier reliant la rue de Cléry et la rue Beauregard, constitue un des éléments centraux du décor du film.